# Michael Peca
Michael Anthony „Mike“ Peca (* 26. März 1974 in Toronto, Ontario) ist ein ehemaliger kanadischer Eishockeyspieler und derzeitiger -trainer, der im Verlauf seiner aktiven Karriere zwischen 1994 und 2009 unter anderem 961 Spiele für die Vancouver Canucks, Buffalo Sabres, New York Islanders, Edmonton Oilers, Toronto Maple Leafs und Columbus Blue Jackets in der National Hockey League auf der Position des Centers bestritten hat. Peca, der in den Jahren 1997 und 2002 mit der Frank J. Selke Trophy als bester Defensivstürmer der NHL ausgezeichnet wurde, feierte seinen größten Karriereerfolg im Trikot der kanadischen Nationalmannschaft mit dem Gewinn der Goldmedaille bei den Olympischen Winterspielen 2002. Darüber hinaus stand er in den Jahren 1999 mit den Buffalo Sabres und 2006 mit den Edmonton Oilers in den Finalspielen um den Stanley Cup. Seit Juni 2025 ist er als Assistenztrainer bei den Chicago Blackhawks in der NHL tätig.

## Karriere
Michael Peca begann seine Karriere in der kanadischen Juniorenliga Ontario Hockey League und spielte dort bis 1994. Im NHL Entry Draft 1992 wurde er von den Vancouver Canucks in der zweiten Runde an Position 40 ausgewählt. In der Saison 1993/94 absolvierte er bereits vier Spiele in der National Hockey League für Vancouver, ehe er sich 1994 komplett dem Team anschloss. Doch im Sommer 1995 wurde Peca gemeinsam mit Mike Wilson und einem Erstrunden-Wahlrecht im bevorstehenden NHL Entry Draft 1995 zu den Buffalo Sabres transferiert, wo er sich auch sofort durchsetzen konnte. Im Gegenzug erhielt Vancouver Alexander Mogilny und ein Fünftrunden-Wahlrecht im selben Draft.
Im Sommer 1997 wurde er mit der Frank J. Selke Trophy ausgezeichnet, die der Stürmer mit den besten Defensivqualitäten erhält und wenige Monate später wurde er zum Mannschaftskapitän der Sabres benannt. 1999 zog er zum ersten Mal in ein Stanley-Cup-Finale ein, doch das Team musste sich den Dallas Stars geschlagen geben.
Seine Amtszeit als Kapitän endete 2000, als er sich weigerte gegenüber dem Management der Sabres sich zu einem Vorfall bei einer geplanten Verpflichtung eines Spielers zu äußern. Laut der Zeitung Buffalo News wollte sich der vertraglose Spieler Adrian Aucoin dazu entscheiden, bei den Sabres einen Vertrag zu unterschreiben. Peca soll gegenüber Aucoin negativ über das Team und das Management gesprochen haben, sodass Aucoin einen Vertrag in Chicago unterschrieb. Peca kam in der gesamten Saison nicht zum Einsatz und wurde nach der Saison zu den New York Islanders transferiert.

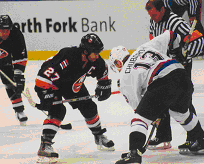
Michael Peca (links) beim Bully

In New York angekommen, wurde er sofort zum Kapitän ernannt. Nachdem das Team sieben Mal in Folge die Playoffs verfehlt hatte, schafften sie es unter der Führung von Peca 2002 immerhin in die erste Runde. Er selbst erhielt nach der Saison seine zweite Frank J. Selke Trophy. Im selben Jahr gewann er mit der kanadischen Nationalmannschaft als Assistenzkapitän bei den Olympischen Winterspielen die Goldmedaille.
In den Jahren 2003 und 2004 erreichten die Islanders erneut die Playoffs, doch immer war schon nach der ersten Runde Schluss. Nach dem Ausfall der NHL-Saison 2004/05 wegen des Lockout wurde Peca zu den Edmonton Oilers transferiert. Er erlitt in der Saison 2005/06 mehrere kleine Verletzungen, aber er konnte sich mit den Oilers noch den letzten Playoff-Platz sichern. Als absoluter Außenseiter gestartet, warfen sie gleich in der ersten Runde das dominierende Team der regulären Saison, die Detroit Red Wings, raus. Die Oilers kämpften sich von Runde zu Runde und erreichten schließlich das Finale um den Stanley Cup. Die zweite Finalteilnahme von Michael Peca gestaltete sich zu einem echten Krimi. Bereits im ersten Spiel verletzte sich Stammtorhüter Dwayne Roloson und nach vier Spielen führten schon die Carolina Hurricanes mit 3:1 und brauchten nur noch einen Sieg. Doch die Oilers konnten die folgenden zwei Spiele für sich entscheiden, sodass es zum Entscheidungsspiel kam, wo jedoch Carolina ein bisschen besser war und schließlich den Stanley Cup gewann.
Sein Vertrag lief im Sommer 2006 aus und er entschied sich für einen Wechsel in seine Heimat. Die Saison 2006/07 bestreitet er für die Toronto Maple Leafs. Er bestritt 35 Spiele, erzielte dabei 15 Punkte und gehörte zu den wichtigsten Spielern, wenn die Maple Leafs in Unterzahl waren, bis er sich am 22. Dezember 2006 im Spiel gegen die Chicago Blackhawks eine schwere Knieverletzung zuzog und für den Rest der Saison ausfiel. Pecas Vertrag wurde nicht verlängert und im August 2007 unterschrieb er bei den Columbus Blue Jackets eine Zweijahresvertrag. Dieser wurde nach Auslauf im Sommer 2009 ebenfalls nicht verlängert, woraufhin der Kanadier zunächst kein neues Team fand. Am 19. Januar 2010 gab er schließlich den Rücktritt vom aktiven Sport bekannt.
Im Anschluss an sein Karriereende war Peca über viele Jahre im Junioreneishockey in Buffalo tätig, ehe er im Sommer 2020/21 in den Trainerstab der Washington Capitals aufgenommen wurde. Nach nur einem Jahr verließ er die Organisation allerdings, nachdem er ein Angebot als Assistenztrainer bei den Rochester Americans aus der American Hockey League angenommen hatte. Von dort wechselte er im Juni 2023 in gleicher Funktion zu den New York Rangers, ebenso wie im Juni 2025 zu den Chicago Blackhawks.

## Erfolge und Auszeichnungen
- 1994 Goldmedaille bei der U20-Junioren-Weltmeisterschaft
- 1997 Frank J. Selke Trophy
- 2002 Goldmedaille bei den Olympischen Winterspielen
- 2002 Frank J. Selke Trophy

## Karrierestatistik

### International
Vertrat Kanada bei:
- Junioren-Weltmeisterschaft 1994
- Weltmeisterschaft 2001
- Olympischen Winterspielen 2002

(Legende zur Spielerstatistik: Sp oder GP = absolvierte Spiele; T oder G = erzielte Tore; V oder A = erzielte Assists; Pkt oder Pts = erzielte Scorerpunkte; SM oder PIM = erhaltene Strafminuten; +/− = Plus/Minus-Bilanz; PP = erzielte Überzahltore; SH = erzielte Unterzahltore; GW = erzielte Siegtore; 1 Play-downs/Relegation; Kursiv: Statistik nicht vollständig)